# Államfogház
Az államfogház  a Csemegi-kódexben bevezetett szabadságvesztés büntetések közül egy speciális, „kedvezményezett”  büntetési nem volt, amely bizonyos politikailag, illetve „erkölcsileg menthető”, „úri” bűncselekményekre volt kiszabható.

## A büntetés jellemzése
Az államfoglyokat munkakényszer nem terhelte, a kényszerlakhelyüket maguk rendezhették be, élelmezésükről is maguk gondoskodtak.

## Az államfogházzal büntetett bűntettek és vétségek
A magyar büntető törvénykönyv szerint :
1. a felségsértésnek bizonyos esetei;
2. a hűtlenségnek bizonyos esetei;
3. a király s a királyi ház tagjai ellen sajtó vagy ezzel egyenlő tekintet alá eső módon (irat, nyomtatvány, képes ábrázolat terjesztése vagy közsezmlére kiállítása által) elkövetett sértés;
4. a lázadás, a kapcsolatosan elkövetett rablás, gyujtogatás, pusztítás, személy elleni erőszak esetein kivül;
5. az alkotmány, a törvény, a hatóságok s hatósági közegek elleni nyilvános izgatás;
6. az ún. amerikai párbaj;
7. a párviadal, kivévén a szokásos vagy kölcsönös egyetértéssel megállapított szabályok megszegésének esetét;
8. az állam hadi erejének és hadi védelmére vonatkozó intézkedéseinek, más államnak adandó értesítés céljából béke idején kikémlése;
9. a hadi erőre vonatkozó közleményeknek sajtó útján közzététele, miután az ily közlések már eltiltattak;
10. hivatali titok közlése vagy nyilvános közzététele.